# Tacuna
Tacuna là một chi nhện trong họ Salticidae.